# Samba Esporte Fino
Samba Esporte Fino (Carolina, fora do Brasil) é o álbum de estréia solo do cantor, compositor e Multi-instrumentista brasileiro Seu Jorge, lançado em 2001 em CD pela gravadora Regata no mercado brasileiro e pela gravadora Mr Bongo fora do Brasil em 2002, em CD e LP.

## Faixas
Todas as faixas escritas e compostas por Seu Jorge, exceto onde indicado. 
| N.º | Título                      | Compositor(es)                             | Duração |  |
| 1.  | "Carolina"                  |                                            | 5:53    |  |
| 2.  | "Chega no Suingue"          |                                            | 3:44    |  |
| 3.  | "Mangueira"                 |                                            | 4:26    |  |
| 4.  | "Pequinês e Pitbull"        | Aranha / Gabriel Moura / Jovi Joviniano    | 3:51    |  |
| 5.  | "Te Queria"                 | Elizio de Búzios                           | 4:15    |  |
| 6.  | "O Samba Taí"               | Seu Jorge / Sérgio Pell                    | 4:53    |  |
| 7.  | "Hágua"                     | Seu Jorge / Gabriel Moura / Jovi Joviniano | 4:03    |  |
| 8.  | "Samba que nem Rita à Dora" | Jane / Luis Carlos da Vila                 | 5:06    |  |
| 9.  | "Madá"                      |                                            | 4:31    |  |
| 10. | "Funky Baby"                |                                            | 4:24    |  |
| 11. | "Em Nagoya Eu Vi Eriko"     | Jorge Ben Jor                              | 4:45    |  |
| 12. | "De Alegria Raiou o Dia"    | Dom Mita / Carlos Dafé                     | 4:00    |  |

## Ficha técnica
Ficha técnica dada por Maria Luiza Kfouri:
- Adriano Trindade: Bateria
- Alessandro Silva: Percussão
- Arícia Mess: Coro
- Arthur Maia: Baixo Elétrico
- Baya: Coro
- Bira Show: Percussão
- Daniel Ganjaman: Mini-moog
- David Korsos: Mini-moog
- Duani Martins: Cavaquinho, Baixo Elétrico, Percussão
- Dudu Nobre: Cavaquinho
- Gil Miranda: Coro
- Gilce de Paula: Coro
- Jorge Azul Marinho: Coro
- Jorge Nl.: Percussão
- Josimar Monteiro: Violão, Violão 7 Cordas
- Jovi Joviniano: Percussão
- Léo Fernandes: Guitarra
- Macalé: Percussão
- Malu Brasil: Coro
- Mamão (Ivan Conti): Bateria
- Maninho: Percussão
- Marcelo Santos: Violão, Violão 7 Cordas
- Marcos Esguleba (Marcos Alcides da Silva): Percussão
- Mussum: Percussão
- Nelmalu: Coro
- Paulinho Black: Bateria
- Pelé: Percussão
- Pretinho da Serrinha (Angelo Vitor): Cavaquinho, Percussão
- Rodrigo Nuts: Scratch
- Rosimery Agostinho: Coro
- Seu Jorge (Jorge Mário da Silva): Percussão, Mini-moog
- Tattá Spalla: Guitarra, Coro
- Ubirani Sasá: Percussão
- Uracy Cardoso: Percussão
- Valtinho A/C: Percussão
- Vanderlei Silva: Percussão
- Vitto: Coro
- Zé Gonzales: Scratch

## Recepção
| Críticas profissionais | Críticas profissionais |
| Avaliações da crítica  | Avaliações da crítica  |
| Fonte                  | Avaliação              |
| ---------------------- | ---------------------- |
| Allmusic               | link                   |
| CliqueMusic            | link                   |

O álbum foi bem recebido por público e crítica, causando impacto tanto no meio musical brasileiro como naquele internacional. Por parte da crítica especializada, foi considerado uma obra de renovação do samba, além de ter recebido elogios quanto a variedade de subestilos do samba utilizados no disco (como o samba-rock, o samba funk e o samba soul) pelo artista e do som moderno e vibrante, conferido pela elogiada produção do artista, de Mario Caldato (produtor dos Beastie Boys) e Daniel Ganjaman. Ainda assim, alguns críticos não gostaram de algumas experimentações que existem no álbum, como nas faixas "Hágua" e "Em Nagoya Eu Vi Eriko", esta última escrita por Jorge Ben Jor.
O álbum teve boa execução nas rádios brasileiras, especialmente a primeira faixa, "Carolina".